# エルベク・ハーン
エルベク・ニグレスクチ・ハーン（モンゴル語: Элбэг нигүүлсэгч хаан ᠡᠯᠪᠡᠭ
ᠨᠢᠭᠦᠯᠡᠰᠦᠭᠴᠢ
ᠬᠠᠭᠠᠨ Elbeg nigülesügči Qaγan、1362年 - 1399年）は、モンゴルの第20代ハーン。
『明実録』などの同時代の漢文史料には全く言及がないが、清代に編纂された『蒙古源流』の漢訳本では「額勒伯克尼古埒蘇克斉汗」と表記されており、これに従って一般的に額勒伯克と漢字表記される。また、ティムール朝で編纂された『ザファル・ナーマ』などのペルシア語史料ではالیک（Elbeg>Älbäk>alyak）と表記されている。

## 生涯
エルベク・ハーンの父については諸説あるが、「33歳で戌年（1394年）に即位した」という記述から逆算して、1362年に生まれたと考えられている。
後述するようにマイダリ・バラと同一人物とすると、1370年には応昌の陥落によって明軍の捕虜となり、明朝の首都南京で過ごすこととなった。1374年には釈放されてモンゴル高原に帰還している。
甲戌年（1394年）、先代のエンケ・ハーンが亡くなったため、同年にエルベクは33歳でハーン位についた。先々代のジョリクト・ハーン（イェスデル）はアリクブケ家の人物でありながらクビライ家の嫡統ウスハル・ハーン（天元帝トグス・テムル）を弑逆して帝位についており、この頃の北元社会は帝位を巡って非常に不安定な情勢にあった。
1399年、「雪のように肌が白く、血のように頬の赤い」絶世の美女を求めていたエルベク・ハーンは、オイラトのジャハ・ミンガン部のゴーハイ太尉に勧められ、息子であるハルグチュク・ドゥーレン・テムル・ホンタイジの妻のオルジェイト妃子を娶ろうとした。そこでゴーハイ太尉に命じてオルジェイト妃子を連れてこさせようとしたが、オルジェイト妃子が道理に背くことは出来ないと拒否したため、怒ったエルベク・ハーンは息子のハルグチュクを待ち伏せして殺し、無理矢理妊娠3カ月のオルジェイト妃子を娶ってハトゥンとした。
ある日、ゴーハイ太尉はオルジェイト妃子を連れてきた功績によって丞相の称号を受けることになり、その称号を受けるためハーンを待っていたところ、オルジェイト妃子がゴーハイ太尉を呼び付けて睡眠薬を飲ませ、いかにもゴーハイ太尉に犯された風を装い、エルベク・ハーンに泣きついた。事に気付いたゴーハイ太尉は馬に乗って逃げたが、エルベク・ハーンに追いつかれて殺された。
エルベク・ハーンがゴーハイ太尉の背の皮を剥がしてオルジェイト妃子の下に帰ると、オルジェイト妃子は皮の脂を舐めて一連の事件はゴーハイ太尉に復讐を果たすため自身が仕掛けた謀略であることを伝え、我が身をどうとでもせよと迫った。しかしオルジェイト妃子の色香に迷ったエルベク・ハーンはオルジェイト妃子を処罰することができず、また「不当にゴーハイ太尉を殺してしまった」と反省し、ゴーハイ太尉の子のバトラ丞相に自らの娘のサムル公主を娶せ、ドルベン・オイラト（オイラト部族連合）を率いさせた。
そのころ、オイラトのケレヌート部のオゲチ・ハシハは自分の臣下であったゴーハイが殺されたことや、その子を勝手に丞相としてオイラトを知行させるエルベク・ハーンの行為に憤慨していた。これを聞いたエルベク・ハーンはバトラ丞相と相談し、オゲチ・ハシハを殺そうとしたが、エルベク・ハーンの正妻のコベグンテイ・ハトゥンによって先にオゲチ・ハシハにこの事が知らされたため、直ちに出陣したオゲチ・ハシハによってエルベク・ハーンは殺害された。オゲチ・ハシハはオルジェイト妃子を娶り、モンゴル国人の大半を支配下に入れた。
エルベク・ハーンの死後、即位したのはアリクブケ家のクン・テムルであり、クン・テムルの後ろ盾こそがオゲチ・ハシハであった。また、この政変に伴って皇族のオルジェイ・テムルがモンゴル高原を逃れ、中央アジアのティムール朝の下に亡命している。

## 出自
エルベク・ハーンの出自については諸説あり、アリクブケ家の者と見る説と、クビライ家の者と見る説の2つがある。

### アリクブケ裔説
岡田英弘らが主張している。『蒙古源流』はエルベク・ハーンを先代のエンケ・ジョリグト・ハーン（アリクブケ家のイェスデルの子）の息子としており、これに従ってエルベク・ハーンもアリクブケ家の者と見る。ただし、そもそも『蒙古源流』はエンケ・ジョリグト（アリクブケ家）をトグス・テムル（クビライ家）の息子にするという誤謬をしており、エンケ・ジョリグトとエルベクの親子関係も俄には信じがたいという意見が主流である。
また、岡田英弘は1404年にサマルカンドを訪れたカスティーリャ王国の使節ルイ・ゴンサレス・デ・クラヴィホの旅行記を引用し、そこに記される3人の兄弟の相続争いをアリクブケ家のお家騒動と見なし、エルベク・ハーンがアリクブケ家の一員である証左であるとしている。

### クビライ裔説
本田実信、薄音湖、ブヤンデルゲルらが主張している。エルベク・ハーンの息子（あるいは弟）のハルグチュク・ホンタイジはクビライ家を称するダヤン・ハーンの先祖であり、ハルグチュクの肉親であるエルベク・ハーンもクビライ家の者とするのが正しい、というのが論拠である。また、『黄金史綱』/『蒙古源流』といったモンゴル年代記の主要なテーマはオイラトとモンゴルの対立であり、「オイラトに殺された」エルベク・ハーンはクビライ家の者とするのが合理的である、という意見もある。
近年、ブヤンデルゲルはエルベク・ハーンがビリクト・ハーン（昭宗アユルシリダラ）の息子で、一時明朝の捕虜になり、後に釈放されてモンゴル高原に帰還したマイダリ・バラと同一人物ではないかとする説を主張している。薄音湖が唱えているようにマイダリ・バラはウスハル・ハーン（天元帝トグス・テムル）に比定するのが一般的であるが、年齢から見るとトグス・テムルの一世代後のエルベク・ハーンとする方が合理的であり、また「マイダリ Maidari」と「エルベク・ニグレスクチ Elbeg nigülesügči」はともに「慈しみある者」を意味する名前という共通性がある。
エルベク・ハーン＝マイダリ・バラとすると、エルベク・ハーンはアユルシリダラの息子でクビライ家の人物ということになる。『蒙古源流』などの伝える北元ハーンの系図はクビライ家とアリク・ブケ家のハーンが混ざっており信憑性の低いものであるが、エルベク・ハーン＝マイダリ・バラと考えると、(1)ウハート・ハーン,(2)ビリクト・ハーン,(3)エルベク・ハーン,(4)ハルグチュク・ホンタイジ,(5)アジャイ・タイジ,(6)アクバルジ・ジノン,(7)ハルグチュク・タイジ,(8)ボルフ・ジノン,(9)ダヤン・ハーンと一本筋の通った系図を描くことができる。
また、ブヤンデルゲルはエルベク・ハーンを巡る一連の抗争を親アリクブケ家派のケレヌート（オゲチ・ハシハ、エセク）と親クビライ家派のチョロース（ゴーハイ太尉、バトラ丞相）の抗争と捉え、ゴーハイ太尉の擁立したエルベク・ハーン（クビライ家）の存在に不満を覚えたオゲチ・ハシハがエルベク・ハーンを殺害してアリクブケ家のクン・テムルを擁立したのだと解釈した。

## 人物
モンゴルの年代記『蒙古源流』『黄金史綱』では、暴君として描かれている。『蒙古源流』によれば、オイラトのゴーハイに唆されて弟のハルグチュク・ドゥーレン・テムル・ホンタイジ（実際には「ホンタイジ（皇太子）」という称号から弟ではなく、息子とする説が有力）を殺してその妻のオルジェイトを奪い取り、さらに夫の敵を討たんとするオルジェイトの策略に乗せられてゴーハイ太尉を殺害した。自らの行いに後悔したエルベクはゴーハイの子のバトラに娘と丞相の位を与えが、この厚遇がオゲチ・ハシハの不満を呼び起こし、最終的にオゲチ・ハシハによって殺害された。
また、チャハル部で編纂された年代記『ガンジス河の流れ』では、先代のエンケとエルベクの事績が混同されて、エンケ・エルベクという一人物として記録されている。